# 伯纳德·穆尼亚吉沙里
伯纳德·穆尼亚吉沙里（英語：Bernard Munyagishari；1959年— 他是罪犯 的 ，是胡图族的一个成员，通缉 通过刑警涉嫌参与卢旺达种族灭绝而被通缉。根据卢旺达问题国际刑事法庭，穆尼亚吉沙里在其2005年的起诉书中，从其作为胡图·因特拉汉姆威准军事组织司令的位置，犯下了多次违反1949年《日内瓦公约》的行为，在该组织中，卢旺达建立了一个特别股。图西妇女遭到强奸和谋杀，以及保罗·卡加梅率领的卢旺达爱国阵线大屠杀。
他于2011年5月26日在东部刚果民主共和国被捕。他于2013年7月24日被转移到 卢旺达问题国际刑事法庭。由于许多障碍，他的案件已被拘留。他辩称，由于他是刚果人，没有说话 卢旺达语。2017年4月20日，他被卢旺达问题国际法庭法官判 無期徒刑。他提出上诉，上诉程序仍在进行中。
1. ↑  .   [2020-05-15]. （原始内容存档于2020-07-17）.
2. ↑  . The New Times | Rwanda. 2020-11-11  [2021-02-26]. （原始内容存档于2020-11-11） （英语）.
3. ↑  .   [2020-05-15]. （原始内容存档于2019-11-09）.
4. ↑  .   [2020-05-15]. （原始内容存档于2019-08-22）.